# Pescăria Nădlac
Das europäische Vogelschutzgebiet Pescăria Nădlac (deutsch: Fischzucht Nădlac) liegt westlich der Stadt Nădlac im Kreis Arad im äußersten Westen Rumäniens, unmittelbar an der Grenze zu Ungarn. Das 1,3 km² große Vogelschutzgebiet umfasst mehrere Fischteiche in der Aue des Flusses Mureș. Die Teiche sind ein wichtiges Brut- und Rasthabitat für zahlreiche Vogelarten, insbesondere den Stelzenläufer.
Pescăria Nădlac ist das kleinste der rumänischen Vogelschutzgebiete.

## Schutzzweck
Folgende Vogelarten sind für das Gebiet gemeldet; Arten, die im Anhang I der Vogelschutzrichtlinie geführt sind, sind mit * gekennzeichnet:
| Bild                 | Anhang I | EU Code | Art                  | wissenschaftlicher Name |
| -------------------- | -------- | ------- | -------------------- | ----------------------- |
| Graureiher           |          | A028    | Graureiher           | Ardea cinerea           |
| Purpurreiher         | *        | A029    | Purpurreiher         | Ardea purpurea          |
| Moorente             | *        | A060    | Moorente             | Aythya nyroca           |
| Weißbart-Seeschwalbe | *        | A196    | Weißbart-Seeschwalbe | Chlidonias hybridus     |
| Rohrweihe            | *        | A081    | Rohrweihe            | Circus aeruginosus      |
| Silberreiher         | *        | A027    | Silberreiher         | Egretta alba            |
| Seidenreiher         | *        | A026    | Seidenreiher         | Egretta garzetta        |
| Stelzenläufer        | *        | A131    | Stelzenläufer        | Himantopus himantopus   |
| Zwergdommel          | *        | A022    | Zwergdommel          | Ixobrychus minutus      |
| Kampfläufer          | *        | A151    | Kampfläufer          | Philomachus pugnax      |
| Kleines Sumpfhuhn    | *        | A120    | Kleines Sumpfhuhn    | Porzana parva           |